# Tex Watson
Charles Denton "Tex" Watson Jr., född 2 december 1945 i Dallas, Texas, är en amerikansk dömd mördare som var medlem i den så kallade "Mansonfamiljen" som leddes av Charles Manson. Den 9 augusti 1969 mördade Watson, tillsammans med de två andra Mansonmedlemmarna Susan Atkins och Patricia Krenwinkel, den då höggravida skådespelerskan Sharon Tate och hennes sällskap på tre personer – hennes ex-pojkvän Jay Sebring, Abigail Folger och Wojciech Frykowski – samt en ung man vid namn Steve Parent i hennes och maken Roman Polańskis bostad på 10050 Cielo Drive i området Benedict Canyon i Beverly Hills i Los Angeles.
Påföljande natt åkte Watson, Krenwinkel och en annan Mansonmedlem, Leslie Van Houten, till det andra Los Angelesområdet Loz Feliz och mördade makarna Leno och Rosemary LaBianca. Bägge dåden blev då kända som Tate-LaBianca-fallet. Han och de tre andra medlemmarna dömdes därefter till döden för mordet 1971 men det omvandlades dock till livstids fängelse då Kalifornien tillfälligt hade avskaffat dödsstraffet.
Watson är i dag internerad i Richard J. Donovan Correctional Facility i San Diego i Kalifornien. Han har blivit nekad frigivning 17 gånger.